# Jessica Coon
Pour les articles homonymes, voir Coon (homonymie).
Jessica Coon est une professeure de linguistique à l'Université McGill. Elle est titulaire de la Chaire de recherche du Canada en syntaxe et en langues autochtones. Elle est consultante experte en linguistique pour le film Premier Contact sorti en 2016,.
Coon travaille sur l'ergativité, l'ergativité scindée, le cas et l'accord, la substantivation, la méthodologie de terrain et le travail linguistique collaboratif en Ch'ol, en Chuj (Maya) et en Mi'gmaq (Algonquien).

## Biographie
En mai 2004, Coon obtient son bachelor (au sens anglo-saxon du terme) en linguistique-anthropologie au Reed College.
En 2010, elle obtient son doctorat au MIT avec une thèse sur l'ergativité scindée basée sur les aspects, avec un intérêt particulier sur la langue Ch'ol (Maya) et les extensions interlinguistiques.
Coon enseigne la linguistique aux étudiants des cycles supérieurs et du premier cycle de l'Université McGill.
En 2011, elle commence à collaborer avec des professeurs de langues de la communauté Mi'gmaq Listuguj, afin de documenter, rechercher et développer du matériel pédagogique pour le Mi'gmaq, une langue des Premières Nations du Québec.
Coon est consultante lors de la finalisation du scénario de Premier Contact de Denis Villeneuve pour son expertise linguistique. À la suite de cela, elle écrit un article pour le Museum of the Moving Image sur le travail de terrain et les grammaires extraterrestres.
Depuis 2018, Coon dirige un projet du National Geographic « visant à enregistrer, transcrire et traduire des récits dans différents dialectes du Ch'ol ».

## Publications
- 2018 : avec Lauren Clemens, Deriving verb-initial word order in Mayan in Language, 94,2, p. 237–280.
- 2017 : Ch’ol. The Mayan Languages, avec Judith Aissen, Nora England et Roberto Zavala, Londres: Routledge[12].
- 2014 : avec Pedro Mateo et Omer Preminger, The role of case in A-bar extraction asymmetries: Evidence from Mayan in Linguistic Variarion, 14,2, p. 179–242.
- 2013 : Aspects of Split Ergativity, New York: Oxford University Press[13].